# Sucha Górna (województwo dolnośląskie)
Sucha Górna – wieś w Polsce położona w województwie dolnośląskim, w powiecie polkowickim, w gminie Polkowice.

## Podział administracyjny
W latach 1975–1998 miejscowość administracyjnie należała do województwa legnickiego.

## Zabytki
Do wojewódzkiego rejestru zabytków wpisany jest:
- pałac nr 32, z XVIII w., przebudowany w 1880 r.